# Sumatraelefant
Sumatraelefanten (Elephas maximus sumatranus) är en av tre erkända underarter av den asiatiska elefanten och infödd på den indonesiska ön Sumatra. År 2011 uppgraderades sumatraelefantens bevarandestatus IUCN:S rödlista en från hotad till kritiskt hotad i sin lista, eftersom populationen hade minskat med minst 80 % under de senaste tre generationerna, beräknad till cirka 75 år. Underarten är i första hand hotad av förlust av livsmiljöer, försämring och fragmentering och tjuvjakt; över 69% av potentiella elefanters livsmiljö har förlorats under de senaste 25 åren. Mycket av det återstående skogstäcket finns i  områden som är mindre än 250 km2, som är för små för att innehålla livskraftiga elefantpopulationer.

## Egenskaper
I allmänhet är asiatiska elefanter mindre än afrikanska elefanter och har den högsta kroppspunkten på huvudet. Spetsen på deras bål har en fingerliknande process. Deras rygg är konvex eller jämn. Honor är vanligtvis mindre än hanar och har korta eller inga betar.
Sumatraelefanter når en axelhöjd på mellan 2 och 3,2 meter, väger mellan 2 000 och 4 000 kg och har 20 par revben. Deras hudfärg är ljusare än den lankesiska elefanten och den indiska elefanten även med minsta depigmentering.

## Utbredning och livsmiljö
Sumatraelefanten var en gång utbredd på ön, i provinsen Riau, som troddes ha den största elefantpopulationen i Sumatra med över 1 600 individer på 1980-talet. 1985 antydde en ö-omfattande snabbundersökning att mellan 2 800 och 4 800 elefanter levde i Sumatras åtta fastlandsprovinser i 44 populationer. Tolv av dessa populationer förekom i Lampungprovinsen, där endast tre populationer fanns kvar 2002 enligt undersökningar som genomfördes mellan september 2000 och mars 2002. Populationen i Bukit Barisan Selatan National Park uppskattades till 498 individer, medan populationen i Way Kambas National Park uppskattades till 180 individer. Den tredje befolkningen i Gunung Rindingan–Way Waya-komplexet ansågs vara för liten för att vara livskraftig på lång sikt.
År 2008 hade elefanter dött ut lokalt i 23 av de 43 områden som identifierades på Sumatra 1985, vilket tyder på en mycket betydande minskning av sumatraelefantbeståndet fram till den tiden. År 2008 var elefanten lokalt utrotad i västra Sumatraprovinsen och riskerade också att gå förlorad från norra Sumatraprovinsen. I Riauprovinsen överlevde endast cirka 350 elefanter över nio olika områden.
Från och med 2007 beräknas populationen av Sumatraelefanter vara 2 400–2 800 vilda individer, exklusive elefanter i läger, i 25 fragmenterade populationer över hela ön. Mer än 85 % av deras livsmiljö är utanför skyddade områden.
I Aceh föredrog radiokragade Sumatraelefantklaner områden i täta naturskogar i flod- och bergsdalar på höjder under 200 m; därifrån flyttade de in i heterogena skogar och sökte föda nära mänskliga bosättningar främst på natten.

## Ekologi och beteende
Elefanthonor slutar föröka sig efter 60 års ålder. Den maximala livslängden i naturen är cirka 60 år. Honelefanter i fångenskap har överlevt till 75 år medan hanar har överlevt till 60 år. De föder mest på natten, och födseln varar cirka 10 sekunder. En frisk kalv kan vanligtvis stå upp själv efter 30 minuter.
Elefanthonor når sin tillväxtplatå i yngre ålder och utvecklas snabbare än elefanthanar, medan elefanthanar växer till större storlek och fortsätter att växa när de åldras.

## Hot
På grund av omvandling av skogar till mänskliga bosättningar, jordbruksområden och plantager har många av sumatraelefantpopulationerna förlorat sin livsmiljö till människor. Som ett resultat har många elefanter tagits bort från naturen eller direkt dödats. Mellan 1980 och 2005 förlorades 69 % av potentiella sumatraelefanternas livsmiljö inom bara en elefantgeneration.
De flesta av de elefanter som hittats i Sumatras läger fångades efter anfall på skörden i skyddade områden. Minskningen av elefanternas livsmiljö för illegal omvandling av jordbruk och palmoljeplantager fortsätter fortfarande. Mellan 2012 och 2015 hittades 36 elefanter döda i Acehprovinsen på grund av elstötar, förgiftning och fällor. De flesta döda elefanter hittades nära palmoljeplantager, som elefanter ofta försöker förstöra (ibland framgångsrikt) som hinder för deras födosök.
Sumatraelefanter föredrar områden med låg höjd och mjukare sluttningar, inklusive de längs flod- och bergsdalarna; människor föredrar också samma områden, vilket resulterar i konkurrens mellan elefanter och människor om samma utrymme. Insatser för skyddande av grödan, som huvudsakligen består av att försöka jaga ut elefanter från odlade fält eller flytta dem djupare in i skogen bort från gårdarna, har begränsat tillgången för vissa elefanter till dessa områden.

## Bevarande

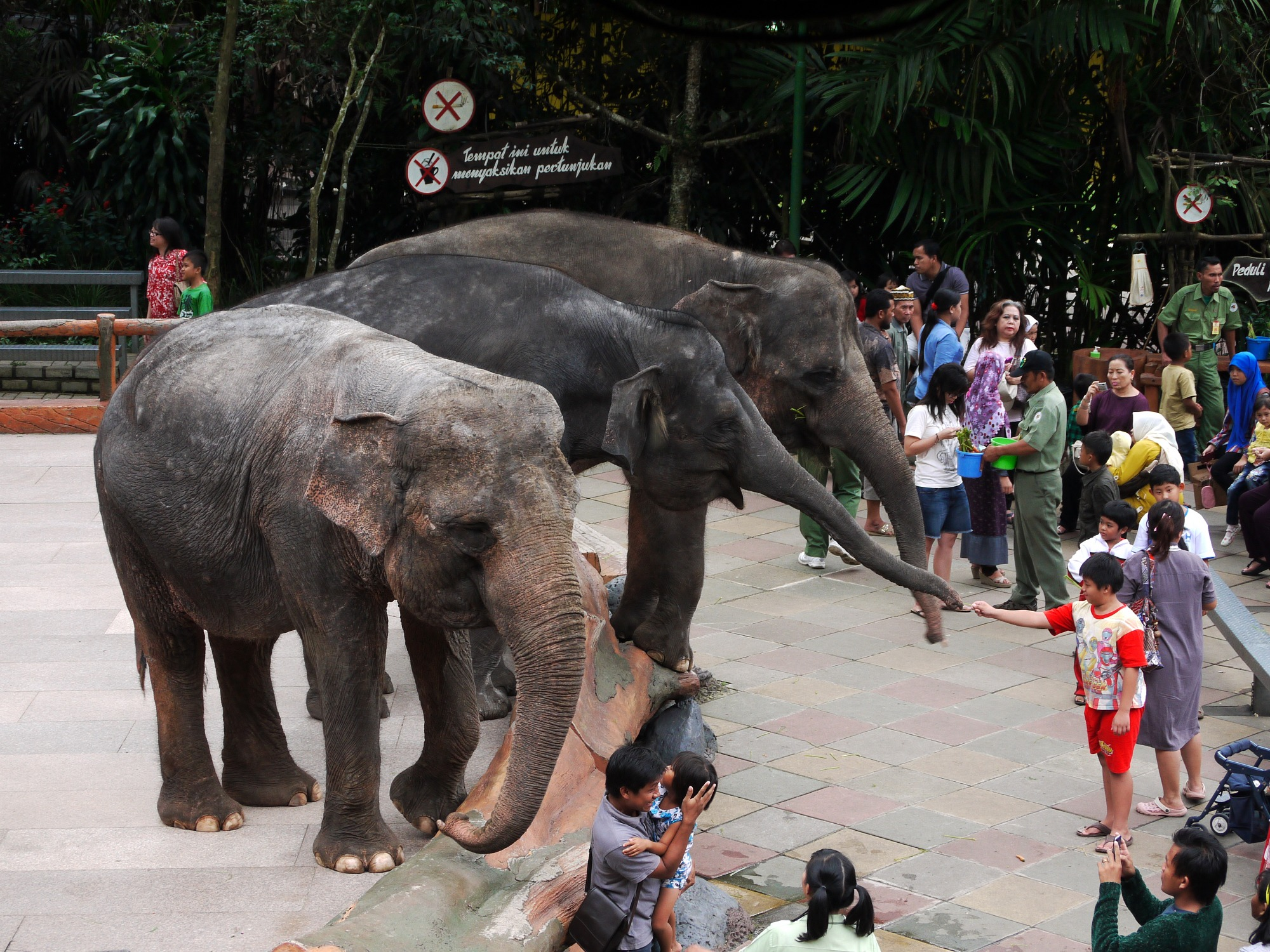
Sumatraelefanter uppträder i en show på Taman Safari, Bogor

Elephas maximus finns med i CITES bilaga I. Sumatraelefanter är skyddade enligt indonesisk lag.
År 2004 etablerades nationalparken Tesso Nilo i Riauprovinsen för att skydda sumatraelefantens livsmiljö. Denna skog är ett av de sista områdena som är tillräckligt stora för att stödja en livskraftig population av elefanter.
Mellan 1986 och 1995 fångades 520 vilda elefanter och hölls i sex elefantutbildningscenter, som har etablerats sedan 1986 i provinserna Lampung, Aceh, Bengkulu, norra och södra Sumatra och Riau. Infångandet av vilda elefanter stoppades 1999, eftersom underhållet av fångna elefanter var för dyrt, deras skötsel hade inte blivit självfinansierande och på grund av att vissa av centren var överfulla. I slutet av 2000 hölls 391 elefanter i centra, och några fler i djurparker, safariparker och turistområden.